# Quartier des condamnés à mort
Le Quartier des condamnés à mort est un monument historique de Guyane situé dans la ville de Cayenne sur l'Île du Diable.
Le site est inscrit monument historique par arrêté du 26 décembre 2000.